# Стеријина награда за режију
Стеријина награда за режију јесте једна од једанаест награда додељених током Стеријиног позорја које се сваке године одржава у част Јовану Стерији Поповићу.

## Добитници

### од 1956. до 1960.
- 1956.- Бранко Гавела, за представу "Кир Јања" Јована Стерије Поповића, Народно позориште у Београду
- 1957.- Томислав Танхофер, за представу "Глорија" Ранка Маринковића, Југословенско драмско позориште, Београд
- 1958.- Славко Јан, за представу "У луци су орахове љуске" Јанеза Жмавца, Словенско народно гледалишче, Љубљана
- 1959.- Јован Путник, за представу "Страдија" Радоја Домановића, Српско народно позориште, Нови Сад
- 1960.- Мата Милошевић, за представу "Сабињанке" Растка Петровића, Југословенско драмско позориште, Београд

### од 1961. до 1970.
- 1961.- Боривоје Ханауска и Димитрије Ђурковић, за представу "Избирачица" Косте Трифковића, Српско народно позориште, Нови Сад
- 1962.- Мата Милошевић и Предраг Бајчетић, за представу "Откриће" Добрице Ћосића, Југословенско драмско позориште, Београд
- 1963.- Миленко Шуваковић, за представу "Интимне приче" Миле Марковић, Српско народно позориште, Нови Сад
- 1964.- Мата Милошевић, за представу "На рубу памети" Мирослава Крлеже, Југословенско драмско позориште, Београд
- 1965.- Димитрије Ђурковић, за представу "Халелуја" Ђорђа Лебовића, Српско народно позориште, Нови Сад
- 1966.- Миле Корун, за представу "Саблазан у долини Шентфлоријанској" Ивана Цанкара, Словенско народно гледалишче, Љубљана
- 1967.- Љубиша Георгиевски, за представу "Покојник" Бранислава Нушића, Драмски театар, Скопље
- 1968.- Мухарем Ћена, за представу "Ервехеја" Ахмета Ћирезија, Покрајнско народно позориште, Приштина
- 1969.- Георгиј Паро, за представу "Херетик" Ивана Супека, Загребачко драмско казалиште, Загреб и Миленко Маричић, за представу "Афера недужне Анабеле" Велимира Лукића, Југословенско драмско позориште, Београд
- 1970.- Мирослав Беловић, за представу "Омер и Мерима" Мирослава Беловића и Стевана Пешића, Југословенско драмско позориште, Београд и Миран Херцог, за представу "Плес смећа" Матеја Бора, Местно гледалишче љубљанско, Љубљана

### од 1971. до 1980.
- 1971.- Димитрије Радојевић, за представу "Краљево" Мирослава Крлеже, Драмско казалиште Гавела, Загреб
- 1972.- Божидар Виолић, за представу "Представа „Хамлета“ у селу Мрдуша Доња, опћине Блатуша" Иве Брешана, Театар ИТД, Загреб
- 1973.- Није додељена
- 1974.- Дејан Мијач, за представу "Покондирена тиква" Јована Стерије Поповића, Српско народно позориште, Нови Сад
- 1975.- Миле Корун, за представу "Изгубљени син" Андреја Хинга, Местно гледалишче љубљанско, Љубљана
- 1976.- Дејан Мијач, за представу "Женидба и удадба" Јована Стерије Поповића, Народно позориште у Сомбору
- 1977.- Коста Спаић, за представу "Киклоп" Ранка Маринковића, Хрватско народно казалиште, Загреб
- 1978.- Дејан Мијач, за представу "Пучина" Бранислава Нушића, Југословенско драмско позориште, Београд
- 1979.- Љубиша Ристић, за представу "Ослобођење Скопља" Душана Јовановића, Центар за културну дјелатност ССО, Радна заједница „Ослобођење Скопља“, Загреб
- 1980.- Миле Корун, за представу "Лепа Вида" Ивана Цанкара, Словенско људско гледалишче, Цеље

### од 1981. до 1990.
- 1981.- Љубиша Георгиевски, за представу "Гробница за Бориса Давидовича" Данила Киша, Народно позориште, Зеница
- 1982.- Ивица Кунчевић, за представу "Дундо Мароје" Марина Држића, Хрватско народно казалиште, Загреб
- 1983.- Слободан Унковски, за представу "Хрватски фауст" Слободана Шнајдера, Југословенско драмско позориште, Београд
- 1984.- Петар Вечек, за представу "Господа Глембајеви" Мирослава Крлеже, Драмско казалиште Гавела, Загреб
- 1985.- Слободан Унковски, за представу "Срећна Нова 1949!" Гордана Михића, Македонски народен театар, Скопље
- 1986.- Дејан Мијач, за представу "Путујуће позориште Шопаловић" Љубомира Симовића, Југословенско драмско позориште, Београд
- 1987.- Душан Јовановић, за представу "За добро народа" Ивана Цанкара, Словенско стално гледалишче, Трст
- 1988.- Душан Јовановић, за представу "Сумњиво лице" Бранислава Нушића, Словенско стално гледалишче, Трст
- 1989.- Егон Савин, за представу "Три чекића, о српу да и не говоримо" Деане Лесковар, Српско народно позориште, Нови Сад
- 1990.- Слободан Унковски, за представу "Кула Вавилонска" Горана Стефановског, Драмски театар, Скопље

### од 1991. до 2000.
- 1991.- Није додељена
- 1992.- Егон Савин, за представу "Лажа и паралажа" Јована Стерије Поповића, Српско народно позориште, Нови Сад
- 1993.- Егон Савин, за представу "Чудо у Шаргану" Љубомира Симовића, Српско народно позориште, Нови Сад
- 1994.- Никита Миливојевић, за представу "Маска" Милоша Црњанског, Народно позориште у Београду
- 1995.- Јагош Марковић, за представу "Лукреција илити Ждеро" непознатог аутора из Котора, Позориште на Теразијама, Београд
- 1996.- Милан Караџић, за представу "Царев заточник" Миодрага Станисављевића, Позориште „Бошко Буха” Београд, Београд
- 1997.- Егон Савин, за представу "Мрешћење шарана" Александра Поповића, Српско народно позориште, Нови Сад
- 1998.- Бранислав Мићуновић, за представу "Горски вијенац" Петра II Петровића Његоша, Црногорско народно позориште, Подгорица
- 1999.- Никита Миливојевић, за представу "Каролина Нојбер" Небојше Ромчевића, Град театар, Будва
- 2000.- Небојша Брадић, за представу "Проклета авлија" Иве Андрића, Крушевачко позориште, Крушевац

### од 2001. до 2010.
- 2001.- Вида Огњеновић, за представу "Јегоров пут" Виде Огњеновић, Град театар, Будва
- 2002.- Дејан Мијач, за представу "Чудо у Шаргану" Љубомира Симовића, Атеље 212, Београд
- 2003.- Габор Русњак, за представу "Породичне приче" Биљане Србљановић, Позориште „Чики Гергељ“, Капошвар, Мађарска
- 2004.- Лоранс Калам, за представу "God Save America" Душана Ковачевића, Theatre Le poche, Женева & Theatre Vidy E.T.E., Лозана, Швајцарска
- 2005.- Карин Бајер, за представу "Професионалац" Биљане Србљановић, Akademietheater am Burgtheater, Беч, Аустрија
- 2006.- Дејан Мијач, за представу "Скакавци" Биљане Србљановић, Југословенско драмско позориште, Београд
- 2007.- Томи Јанежич, за представу "Наход Симеон" Милене Марковић, Српско народно позориште, Нови Сад & Стеријино позорје
- 2008.- Егон Савин, за представу "Ћеиф" Мирзе Фехимовића, Београдско драмско позориште, Београд и за представу "Тако је морало бити" Бранислава Нушића, Југословенско драмско позориште, Београд
- 2009.- Александар Поповски, за представу "Кандид или оптимизам" Волтера, Југословенско драмско позориште, Београд
- 2010.- Паоло Мађели, за представу "Барбело, о псима и дјеци" Биљане Србљановић, Градско драмско казалиште „Гавела“, Загреб, Хрватска

### од 2011. до 2020.
- 2011.- Оливер Фрљић, за представу-ауторски пројекат  "Кукавичлук" , Народно позориште у Суботици
- 2012.- Анђелка Николић, за представу "Радници умиру певајући" Олге Димитријевић, Битеф театар, Београд & Хартефакт фонд
- 2013.- Борис Лијешевић, за представу "Чаробњак" Федора Шилија, Народно позориште у Сомбору
- 2014.- Михал Задара, за представу "Мали ми је овај гроб" Биљане Србљановић, Шаушпилхаус, Беч, Аустрија
- 2015.- Снежана Тришић, за представу "Казимир и Каролина" Едена фон Хорвата, Атеље 212, Београд
- 2016.- Андраш Урбан, за представу "Родољупци" Јована Стерије Поповића Народно позориште у Београду
- 2017.- Није додељена
- 2018.- Кокан Младеновић, за представу "Јами дистрикт" Милене Богавац, Битеф театар, Београд
- 2019.- Кокан Младеновић, за представу "Каролина Нојбер" Небојше Ромчевића Народно позориште Републике Српске, Бања Лука, БиХ
- 2020.- Горчин Стојановић, за представу "Semper Idem" по роману Ђорђа Лебовића, Народно позориште у Сомбору

### од 2021. до 2030.
- 2021.- Милан Нешковић, за представу  "Кус петлић" , Александра Поповића, Народно позориште у Суботици
- 2022.- Кокан Младеновић, за представу  "Последње девојчице" ,Маје Пелевић, Позориште "Деже Костолањи", Суботица
- 2023.- Милош Лолић, за представу "Yankee Rose", Слободана Обрадовића, Београдско драмско позориште, Београд
- 2024.- Вељко Мићуновић, за представу "Очеви и оци", према истоименом роману Слободана Селенића, Народно позориште, Београд